# Limenitis meridionalis
Limenitis meridionalis är en fjärilsart som beskrevs av Hall 1930. Limenitis meridionalis ingår i släktet Limenitis och familjen praktfjärilar. Inga underarter finns listade i Catalogue of Life.